# Bugnein
Bugnein település Franciaországban, Pyrénées-Atlantiques megyében. Lakosainak száma 227 fő (2022. január 1.). Bugnein Audaux, Bastanès, Loubieng, Sauvelade, Viellenave-de-Navarrenx és Vielleségure községekkel határos.

## Népesség
A település népességének változása:
| Lakosok száma | 213  | 221  | 236  | 238  | 242  | 243  | 245  | 237  | 227  |
|               | 2013 | 2015 | 2016 | 2017 | 2018 | 2019 | 2020 | 2021 | 2022 |